# Schnellers
Schnellers (westallgäuerisch: Schnellərs, im Schnöllars) ist ein Gemeindeteil der Gemeinde Oberreute im bayerisch-schwäbischen Landkreis Lindau (Bodensee).

## Geographie
Der Weiler liegt circa zwei Kilometer südwestlich des Hauptorts Oberreute und zählt zur Region Westallgäu. Nördlich des Orts beginnt die Hausbachklamm. Westlich der Ortschaft liege das Naturschutzgebiet Trogener Moos.

## Ortsname
Der Ortsname bezieht sich auf den Familiennamen Schneller bzw. Schnöller.

## Geschichte
Schnellers wurde erstmals urkundlich im Jahr 1783 als Schnöller erwähnt. 1795 wurde die Schule in Schnellers erwähnt, die bis 1968 als Volksschule bestand. 1818 wurden sieben Wohngebäude im Ort gezählt.